# 吉吉·哈蒂德
吉蓮娜·諾拉·“吉吉”·哈蒂德（英語：Jelena Noura "Gigi" Hadid，1995年4月23日—），是一名阿拉伯裔、荷兰裔的美國模特兒。曾於2014年獲選為《運動畫刊泳裝特輯》的最佳新秀，她登上過幾次《比弗利娇妻》節目。
哈蒂德曾經登上《VMAN》、《ELLE》、《Grazia》、《Cleo》、《時尚》、《運動畫刊》、《Paper》、《美麗！》等雜誌。她自2012年起為Guess代言至今。她亦是《Galore》雜誌與卡琳·洛菲德的《CR Fashion Book》在2014年的封面模特兒，並且於2014年3月登上《美麗！》雜誌封面。

## 早年生活與家族
1995年4月23日，哈蒂德出生於加利福尼亞州洛杉磯，父親是巴勒斯坦不動產發展商穆罕默德·哈蒂德，母親為前荷蘭模特兒約蘭達·福斯特。吉吉有兩位弟妹：同是模特兒的妹妹貝拉（Bella）與弟弟安瓦爾（Anwar）。在她的父母離婚後，她的母親嫁給了音樂製作人大衛·佛斯特，成為了她的繼父。她在2013年18歲時從馬里布高中畢業，她在該校曾是排球校隊的隊長及一位具有競爭力的馬術騎師。
她在高中畢業後搬到了紐約，專心致力於課業與模特兒生涯。之後，她在2013年秋季進入新學院就讀。

## 職業生涯
哈蒂德於2011年與IMG模特簽約。她在年僅兩歲時被Guess的保羅·馬西亞諾相中，展開了她的模特兒生涯。當時，她開始在Baby Guess擔任模特兒。她在之後中斷了這份工作，以專心致力於課業。最終，她又再回到模特兒圈，繼續與他們合作，且在2012年開始為Guess代言。據她最近接受採訪時表示，她在成年後已經為Guess出席了三場代言活動。她在2014年2月首次出席紐約時裝周，在西班牙休閒服飾品牌Desigual的時裝展上走秀。她同時也登上了美國時裝設計師傑瑞米·史考特時裝展的伸展臺。她曾參與澳洲歌手寇弟·辛普森在2014年4月14日發行的〈Surfboard〉的音樂錄影帶演出。她也曾出演另一部音樂錄影帶，美國葛萊美獎歌手馬吉爾在2014年5月29日發行的〈Simplethings〉。2014年7月15日，她與演員兼模特兒的派屈克·史瓦辛格一起出席時裝設計師湯姆·福特全新的秋冬眼鏡系列代言活動。她在2014年9月5日公同主持舉辦於紐約的Daily Front Row時尚媒體大獎。
哈蒂德登上了2015年倍耐力年曆。她在2015年1月敲定一份重大合約後，成為媚比琳的新任代言人。

## 個人生活
哈蒂德與澳洲歌手寇弟·辛普森交往一年後在2014年5月分手。兩人在《時人》雜誌報導出寇弟想要和解後首度復合，更在同年6月2日被捕捉到在紐約街頭牽手逛街。據2014年8月5日的報導指出兩人再度分手，而哈蒂德也談到主因是為了辛普森的職業生涯前途。不過在2014年11月兩人又再復合。自此之後，兩人曾多次被捕捉到一同出席公開場合，甚至還與他們的朋友坎達兒·珍娜及賽琳娜·戈梅茲一起在杜拜度過2015年新年假期。
哈蒂德從2015年11月開始跟前一世代组员， 贊恩·馬利克 交往，卻在2016年6月初分手。但事後兩人並未出面證實此消息，又於6月中一同出現在紐約打破分手謠言。2018年，哈蒂德和馬利克各自於社群媒體上發表分手聲明。
2020年1月12日哈蒂德與妹妹貝拉與杜娃黎波紐約一間義大利餐廳替馬利克慶祝生日。兩人被拍到一路相談甚歡 過後哈蒂德在社交媒體上放出甜蜜合照 證實兩人已復合。2020年7月15日，哈蒂德在直播上親自證實已經懷孕4個月。同年9月23日，馬利克在推特上宣布两人的女兒Khai Hadid Malik诞生的消息。

### 爭議性事件
2016年底，在全美音樂獎頒獎典禮上，哈蒂德用中歐口音，模仿美國第一夫人梅蘭妮亞·川普發言，還擺出噘嘴表情的表演，也曾被網友批評带有种族歧视，随后哈蒂德就此事寫信道歉。
2017年2月，哈蒂德與一群朋友吃飯唱歌，随後拿起一塊形似佛像的曲奇餅干，放在臉旁邊，並做出眯眯眼的模仿動作。這一動作的影片流出後，引發網友的爭議與批評，認為哈蒂德歧視亞洲人，當時哈蒂德並未此事道歉。
2017年8月29日，哈迪德在Instagram发布消息稱，證實她将参加2017年在上海舉行的维密秀。然而有網友認為哈蒂德没有就侮辱事件道歉，呼籲抵制哈迪德参加維密秀，還有網友也為此創建了“吉吉滚出娛樂圈”的話題。迫於輿論壓力，哈蒂德于9月1日晚間在新浪微博發表致歉聲明。
2017年11月17日，哈迪德在Twitter宣布不参加此次在上海舉辦的維密秀，有報導指出疑似被中國领事館拒簽無法取得赴華簽證所以不能参加。然而在11月20日舉行的中华人民共和国外交部例行记者会上，外交部发言人陆慷并未解釋具體的拒簽原因

## 影視作品

### 電影與電視節目
| 年份         | 片名                   | 角色               | 備註     |
| ------------ | ---------------------- | ------------------ | -------- |
| 2012年       | 《Virgin Eyes》        | 安德莉亞（Andrea） | 短片電影 |
| 2012－2014年 | 《比佛利嬌妻》         | 她自己             | 反覆登場 |
| 2018年       | 《瞞天過海：八面玲瓏》 | 她自己             |          |

### 音樂錄影帶
| 年份 | 歌名                  | 演唱歌手    |
| ---- | --------------------- | ----------- |
| 2014 | Surfboard             | 陽光寇弟    |
| 2014 | Simplethings          | 馬吉爾      |
| 2015 | Bad Blood             | 泰勒絲      |
| 2015 | Flower                | 陽光寇弟    |
| 2015 | How deep is your love | 凱文·哈里斯 |
| 2015 | Cake by the Ocean     | DNCE        |
| 2016 | PILLOWTALK            | 贊恩·馬利克 |

### 歌曲
| 年份 | 歌名                       | 演唱歌手    |
| ---- | -------------------------- | ----------- |
| 2007 | The Little Drummer Boy     | 喬許·葛洛班 |
| 2007 | I'll Be Home for Christmas | 喬許·葛洛班 |

## 獲獎與提名
| 年份   | 獎項               | 類別             | 結果 |
| ------ | ------------------ | ---------------- | ---- |
| 2015年 | 首屆洛杉磯時尚大獎 | 年度模特兒獎     | 獲獎 |
| 2016年 | 2016年青少年票選獎 | 熱門女明星選擇獎 | 提名 |
| 2017年 | 2017年青少年票選獎 | 最佳票選模特兒   | 提名 |

## 外部連結
- 官方网站
- Gigi Hadid在互联网电影资料库（IMDb）上的資料（英文）
- Gigi Hadid的Facebook專頁
- 吉吉·哈蒂德的Instagram帳戶
- Gigi Hadid的X（前Twitter）
- GigiHadid_Official的新浪微博
- Gigi Hadid at Models.com（页面存档备份，存于）